# Euchromia salomonis
Euchromia salomonis là một loài bướm đêm thuộc phân họ Arctiinae, họ Erebidae.